# Records d'Arsenal Football Club
 (novembre 2024).
 (novembre 2024).
Cet article recense les records d'Arsenal Football Club.

## Records de joueurs

### Apparitions
- Plus jeune joueur en équipe première – Ethan Nwaneri, 15 ans 181 jours (v. Brentford, 18 septembre 2022)
- Plus jeune joueur en Premier League – Ethan Nwaneri, 15 ans 181 jours (v. Brentford, 18 septembre 2022)
- Plus vieux joueur en équipe première – Jock Rutherford, 41 ans 159 jours (v. Manchester City, Championnat, 20 mars 1926)

#### Le plus grand nombre d'apparitions sous le maillot d'Arsenal
En incluant les apparitions comme remplaçant. Le chiffre entre parenthèses représente le nombre de buts inscrits.
| #  | Nom              | Période             | Premier League | FA Cup  | League Cup | Europe  | C. Shield | Total     |
| -- | ---------------- | ------------------- | -------------- | ------- | ---------- | ------- | --------- | --------- |
| 1  | David O'Leary    | 1975-1993           | 558 0(11)      | 70 0(1) | 70 0(2)    | 21 0(0) | 3 (0)     | 722 0(14) |
| 2  | Tony Adams       | 1983-2002           | 504 0(32)      | 54 0(8) | 59 0(5)    | 48 0(3) | 4 (0)     | 669 0(48) |
| 3  | George Armstrong | 1961-1977           | 500 0(53)      | 60 (10) | 35 0(3)    | 26 0(2) | 0 (0)     | 621 0(68) |
| 4  | Lee Dixon        | 1988-2002           | 458 0(25)      | 54 0(1) | 45 0(0)    | 57 0(2) | 5 (0)     | 619 0(28) |
| 5  | Nigel Winterburn | 1987-2000           | 440 0(8)       | 47 0(0) | 49 0(3)    | 43 0(1) | 5 (0)     | 584 0(12) |
| 6  | David Seaman     | 1990-2003           | 405 0(0)       | 48 0(0) | 38 0(0)    | 69 0(0) | 4 (0)     | 564 0(0)  |
| 7  | Pat Rice         | 1964-1980           | 397 0(12)      | 67 0(1) | 36 0(0)    | 27 0(0) | 1 (0)     | 528 0(13) |
| 8  | Peter Storey     | 1965-1977           | 391 0(9)       | 51 0(4) | 37 0(2)    | 22 0(2) | 0 (0)     | 501 0(17) |
| 9  | John Radford     | 1964-1976           | 379 (111)      | 44 (15) | 34 (12)    | 24 (11) | 0 (0)     | 481 (149) |
| 10 | Peter Simpson    | 1964-1978           | 370 0(10)      | 53 0(1) | 33 0(3)    | 21 0(1) | 0 (0)     | 477 0(15) |
| 11 | Bob John (en)    | 1922-1937           | 421 0(12)      | 46 0(1) | 00 0(0)    | 00 0(0) | 3 (0)     | 470 0(13) |
| 12 | Graham Rix       | 1975-1988           | 351 0(41)      | 44 0(7) | 47 0(2)    | 21 0(1) | 1 (0)     | 464 0(51) |
| 12 | Ray Parlour      | 1992-2004           | 339 0(22)      | 43 0(4) | 26 0(0)    | 52 0(5) | 4 (1)     | 464 0(32) |
| 14 | Martin Keown     | 1984-1986 1993-2004 | 333 0(4)       | 40 0(0) | 23 0(1)    | 49 0(3) | 4 (0)     | 449 0(8)  |
| 15 | Paul Davis       | 1978-1995           | 351 0(30)      | 27 0(3) | 51 0(4)    | 16 0(0) | 2 (0)     | 447 0(37) |
| 16 | Eddie Hapgood    | 1927-1944           | 393 0(2)       | 41 0(0) | 00 0(0)    | 00 0(0) | 6 (0)     | 440 0(2)  |
| 17 | Paul Merson      | 1985-1997           | 327 0(78)      | 31 0(4) | 40 (10)    | 22 0(7) | 3 (0)     | 425 0(99) |
| 18 | Dennis Bergkamp  | 1995-2006           | 315 0(87)      | 39 (14) | 16 0(8)    | 48 (12) | 5 (0)     | 423 (121) |
| 19 | Patrick Vieira   | 1996-2005           | 280 0(29)      | 48 0(3) | 07 0(0)    | 68 0(2) | 4 (0)     | 407 0(34) |
| 20 | Frank McLintock  | 1964-1973           | 314 0(26)      | 36 0(1) | 34 0(4)    | 19 0(1) | 0 (0)     | 403 0(32) |

- Joueur actuellement au club ayant le plus d'apparitions – Theo Walcott, 370, 20 février 2017
- Le plus d'apparitions consécutives – Tom Parker, 172 (3 avril, 1926 – 26 décembre, 1929)

### Buteurs
- Le plus de buts dans une saison – 44, Ted Drake, 1934-35
- Le plus de buts en Championnat dans une saison – 42, Ted Drake, 1934-35
- Le plus de buts dans un seul match – 7, Ted Drake (v. Aston Villa, Premier League, 14 décembre 1935)
- Le plus de buts dans un seul match à domicile – 5, Jack Lambert (v. Sheffield United, Premier League, 24 décembre 1932)
- Le plus de buts dans un match de FA Cup  – 4, record partagé : Cliff Bastin (v. Darwen FC, 9 janvier 1932) et Ted Drake (v. Burnley, 20 février 1937)
- Le plus de buts dans un match de League Cup  – 4, Julio Baptista (v. Liverpool FC, 9 janvier 2007)
- Le plus de buts dans un match de Coupe d'Europe – 4, Alan Smith (v. Austria de Vienne, Coupe UEFA, 18 septembre 1991)
- Le but le plus rapidement marqué – 13 secondes, Alan Sunderland (v. Liverpool FC, FA Cup, 28 avril 1980)
- Le plus jeune buteur – Cesc Fàbregas, 16 ans 212 jours (v. Wolves, League Cup, 2 décembre 2003)
- Le plus jeune marqueur de hat-trick – John Radford, 17 ans 315 jours (v. Wolves, Premier League, 2 janvier 1965)

#### Les plus grands buteurs de l'Histoire d'Arsenal
Le chiffre entre parenthèses représente le nombre d'apparitions.

Les joueurs notés en gras sont toujours en activité.
| #  | Nom               | Période   | Premier League | FA Cup   | League Cup | Europe   | C. Shield | Total     |
| -- | ----------------- | --------- | -------------- | -------- | ---------- | -------- | --------- | --------- |
| 1  | Thierry Henry     | 1999-2007 | 175 (258)      | 08 (26)  | 02 (3)     | 42 (86)  | 1 (4)     | 228 (377) |
| 2  | Ian Wright        | 1991-1998 | 128 (221)      | 12 (16)  | 29 (29)    | 15 (21)  | 1 (1)     | 185 (288) |
| 3  | Cliff Bastin      | 1929-1947 | 150 (350)      | 26 (42)  | 00 (0)     | 00 (0)   | 2 (4)     | 178 (396) |
| 4  | John Radford      | 1964-1976 | 111 (379)      | 15 (44)  | 12 (34)    | 11(24)   | 0 (0)     | 149 (481) |
| 5  | Jimmy Brain       | 1923-1931 | 125 (204)      | 14 (27)  | 00 (0)     | 00 (0)   | 0 (1)     | 139 (232) |
| 6  | Ted Drake         | 1934-1945 | 124 (168)      | 12 (14)  | 00 (0)     | 00 (0)   | 3 (2)     | 139 (184) |
| 7  | Doug Lishman (en) | 1948-1956 | 125 (226)      | 10 (17)  | 00 (0)     | 00 (0)   | 2 (1)     | 137 (244) |
| 8  | Robin van Persie  | 2004-2012 | 096 (193)      | 10 (18)  | 6 (11)     | 20 (53)  | 0 (2)     | 132 (278) |
| 9  | Joe Hulme         | 1926-1938 | 107 (333)      | 17 (39)  | 00 (0)     | 00 (0)   | 1 (2)     | 125 (374) |
| 10 | David Jack        | 1928-1934 | 113 (181)      | 10 (25)  | 00 (0)     | 00 (0)   | 1 (2)     | 124 (208) |
| 11 | Dennis Bergkamp   | 1995-2006 | 087 (315)      | 14 (39)  | 08 (16)    | 11 (48)  | 0 (5)     | 120 (423) |
| 12 | Reg Lewis         | 1935-1953 | 103 (154)      | 13 (21)  | 00 (0)     | 00 (0)   | 2 (1)     | 118 (176) |
| 13 | Alan Smith        | 1987-1995 | 086 (264)      | 06 (26)  | 16 (38)    | 07 (17)  | 0 (2)     | 115 (347) |
| 14 | Jack Lambert (en) | 1926–1933 | 098 (143)      | 11 (16)  | 00 (0)     | 00 (0)   | 0 (2)     | 109 (161) |
| 15 | Frank Stapleton   | 1974-1981 | 075 (225)      | 15 (32)  | 14 (27)    | 04 (15)  | 0 (1)     | 108 (300) |
| 16 | Theo Walcott      | 2006-2018 | 065 (267)      | 13 (32)  | 9 (18)     | 020 (69) | 0 (2)     | 108 (397) |
| 17 | David Herd        | 1954-1961 | 097 (166)      | 10 (14)  | 00 (0)     | 00 (0)   | 0 (0)     | 107 (180) |
| 18 | Olivier Giroud    | 2012-2018 | 073 (171)      | 013 (23) | 02 (7)     | 014 (34) | 1 (3)     | 105 (253) |
| 19 | Joe Baker         | 1962-1966 | 093 (144)      | 04 (10)  | 00 (0)     | 00 (0)   | 3 (2)     | 100 (156) |
| 20 | Paul Merson       | 1985-1997 | 078 (329)      | 04 (31)  | 10 (40)    | 07 (22)  | 0 (3)     | 099 (425) |

Dernière mise à jour le 2 octobre 2017

## Records du club

### Victoires
- Le plus de victoires en Premier League en une saison – 29 en 42 matchs, Championnat, 1970-71
- Le moins de victoires en Premier League en une saison – 3 en 38 matchs, Championnat, 1912-13

### Défaites
- Le plus de défaites en Premier League en une saison – 23 en 38 matchs, Premier League, 1912-13
- Le moins de défaites Premier League en une saison – 0 en 38 matchs, Premier League, 2003-04

### Buts
- Le plus de buts marqués en Premier League dans une saison – 127 en 42 matchs, Premier League, 1930-31
- Le moins de buts marqués en Premier League dans une saison – 26 en 38 matchs, Premier League, 1912-13
- Le plus de buts concédés en une saison de Premier League – 86 en 42 matchs, Premier League, 1926-27 et 1927-28
- Le moins de buts concédés en une saison de Premier League – 17 en 38 matchs, Premier League, 1998-99

### Points accumulés
- Le plus de points accumulés dans une saison de Premier League – 90 en 38 matchs, Premier League, 2003-04
- Le moins de points accumulés dans une saison de Premier League – 51 en 42 matchs Premier League, 1994-95

### Matchs

#### Les grandes premières
- Tout premier match – face à Eastern Wanderers, match amical, 11 décembre 1886 (victoire 6-0)
- Premier match de FA Cup – face à Lyndhurst, Premier tour qualificatif, 5 octobre 1889 (victoire 11-0)
- Premier match de Championnat – face à Newcastle United, Deuxième division anglaise, 2 septembre 1893 (match nul 2-2)
- Premier match de 1re division – face à Newcastle United, 3 septembre 1904 (défaite 3-0)
- Premier match à Highbury – face à Leicester City, Deuxième division anglaise, 16 septembre 1913 (victoire 2-1)
- Premier match européen – face à Stævnet (Copenhagen XI), Coupe des villes de foire, 25 septembre 1963 (victoire 7-1)
- Premier match en League Cup – face à Gillingham, 13 septembre 1966 (match nul 1-1)
- Premier club londonien en finale de la Ligue des champions – face au FC Barcelone, 17 mai 2006 (défaite 2-1)
- Premier match à l'Emirates Stadium – face à l'Ajax Amsterdam, match amical, 22 juillet 2006 (victoire 2-1)

#### Victoires records
- Victoire record – 26-1 (face au Paris XI, match amical, 5 décembre 1904)
- Victoire record en Championnat – 12-0 (face à Loughborough Town, deuxième division anglaise, 12 mars 1900)
- Victoire record en Coupe d'Angleterre – 12-0 (face à Ashford United, 14 octobre 1893)
- Victoire record en First Division (ex-Premier League) – 9-1 (face à Grimsby Town, 28 janvier 1931)
- Victoire record en Premier League – 7-0 (deux fois ; à domicile face à Everton, 11 mai 2005 et face à Middlesbrough, 14 janvier 2006)
- Victoire record en League Cup – 7-0 (face à Leeds United, 4 septembre 1979)
- Victoire record à l'extérieur  – 7-0 (face au Standard Liège, Coupe des Clubs vainqueurs de coupes, 3 novembre 1993)
- Victoire record à Highbury – 11-1 (face à Darwen, FA Cup, 9 janvier 1932)
- Victoire record à l'Emirates Stadium – 5-0 (face à Derby County, Premier League, 22 septembre 2007)
- Victoire record à Goodison Park – 6-1 (face à Everton, Premier League, 15 août 2009)

#### Défaites records
- Défaite record en Championnat – 0-8 (face à Loughborough Town, deuxième division anglaise, 12 décembre 1896)[1]
- Défaite record à domicile – 0-6 (face à Derby County, Coupe d'Angleterre, 28 janvier 1899)
- Défaite record en Coupe d'Angleterre – 0-6 (à domicile face à Derby County, 28 janvier 1899 et à l'extérieur face à West Ham United, 5 janvier 1946)
- Défaite record en Premier League – 8-2 (face à Manchester United, 28 août 2011)
- Défaite record en League Cup – 0-5 (face à Chelsea, 11 novembre 1998)
- Défaite record en Coupe d'Europe – 4-0 (face au Milan AC, Ligue des champions, 15 février 2012)
- Défaite record à Highbury – 0-5, deux fois (face à Huddersfield Town, en Championnat, 14 février 1925 et face à Chelsea, League Cup, 11 novembre 1998)
- Défaite record à l'Emirates Stadium – 1-4 (face à Chelsea, Premier League, 10 mai 2009)